# 竜帰街道
竜帰街道（りゅうきがいどう）は、広州市白雲区の街道。現行行政地名は竜帰街道东湖映月社区、竜帰街道竜帰社区などの社区社区7個、村7個がある。

## 地理
広州市白雲区の中北部に位置している。

## 歴史沿革
2020年7月太和鎮から独立し、竜帰街道が発足。

## 行政区画
社区7個、村7個を管轄する。

## 施設

### 交通
・地下鉄の駅：